# Euganeier
Euganeier (från latin euganei, euganeiorum; jämför grekiska εὐγενής (eugenos), 'välskapt' ), äldre fornitaliensk folkgrupp bosatta i området kring nuvarande Verona. Enligt Titus Livius i Roms historia besegrades euganeier av enetier och trojaner. De antas av somliga ha bott i området redan under neolitikum. Kvarlämningar man brukar tillskriva deras folk är bronsföremål, keramik och statyer.
Enligt traditionen tvingades euganeierna flytta till bergen där de länge utgjorde en distinkt grupp. Man har funnit belägg för att folket redan på 800-talet lät anlägga uppvärmda bad och använde olika kroppsinpackningar av medicinska syften. 
Namnet lever vidare i geografiska benämningar.